# Mpofana
Mpofana (officieel Mpofana Local Municipality; vroeger : Mooi Mpofana) is een gemeente in het Zuid-Afrikaanse district Umgungundlovu.
Mpofana ligt in de provincie KwaZoeloe-Natal en telt 38.103 inwoners.

## Hoofdplaatsen
Het nationaal instituut voor de statistiek, Stats SA, deelt sinds de census 2011 deze gemeente in in 12 zogenaamde hoofdplaatsen (main place):
Bruntville • Highmoor • Kamberg • KwaNontshilwane • Meyerdene • Mooi Rivier • Mpofana NU • Rosetta • Sutherlands • Thendele • Townview • Winterhoek.